# M24 Chaffee
M24 Chaffee var en amerikansk let kampvogn produceret 1944-1945. Kampvognens amerikanske navn var Light Tank M24.
Kampvognen blev indsat på allieret side under sidste del af 2. verdenskrig og blev endvidere anvendt under Koreakrigen og af Frankrig under Algierkrigen og 1. indokinesiske krig. Kampvognen blev også benyttet af Storbritannien, hvor den fik navnet "Chaffee" efter den amerikanske general Adna R. Chaffee, Jr., der udviklede brugen af kampvogne i den amerikanske hær.
Efter kampvognen var taget ud af amerikansk og britisk tjeneste blev den benyttet af en række lande i den tredje verden. Den blev anvendt af det danske forsvar fra 1952 til 1975.

## Eksterne links
- Wikimedia Commons har flere filer relateret til M24 Chaffee
- Danish Army Vehicles homepage

| Militær | Spire Denne artikel om militær er en spire som bør udbygges. Du er velkommen til at hjælpe Wikipedia ved at udvide den. |